# Pattaya
Pattaya (Thais:พัทยา) (betekenis: zuidwestelijke moessonwind) is een stad en bekende badplaats in het district Bang Lamung van de provincie Chonburi in het oosten van Thailand. De plaats ligt langs de route van Sukhumvit. Pattaya telt circa 105.000 inwoners.

## Geografie

### Ligging

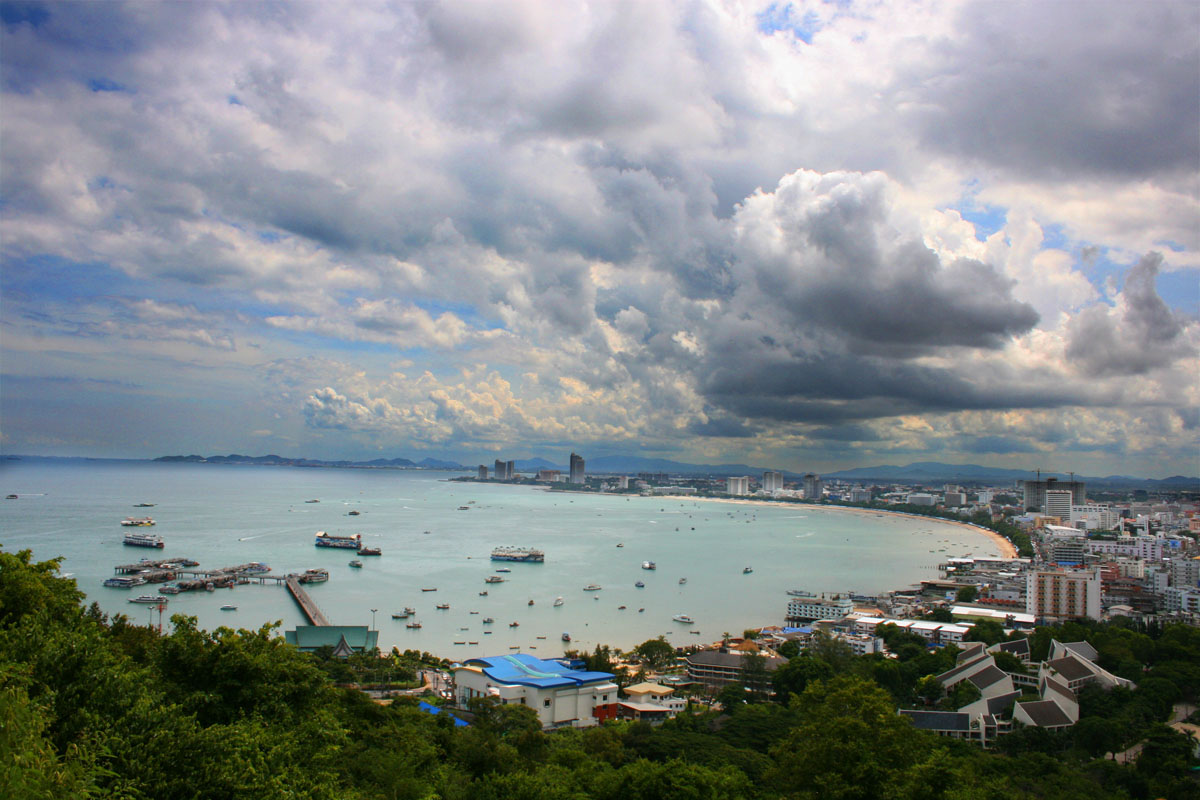
De baai van Pattaya

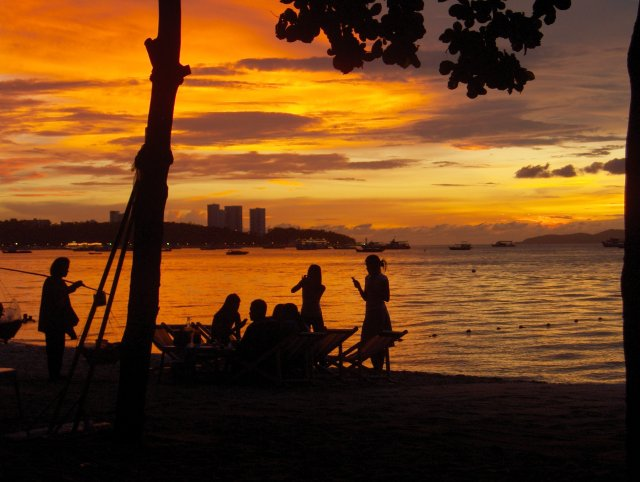
Zonsondergang op het strand van Pattaya

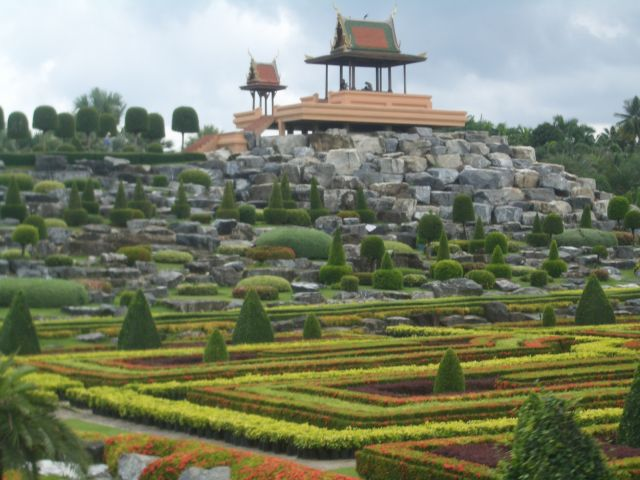
Nongnuch botanische tuin net buiten Pattaya

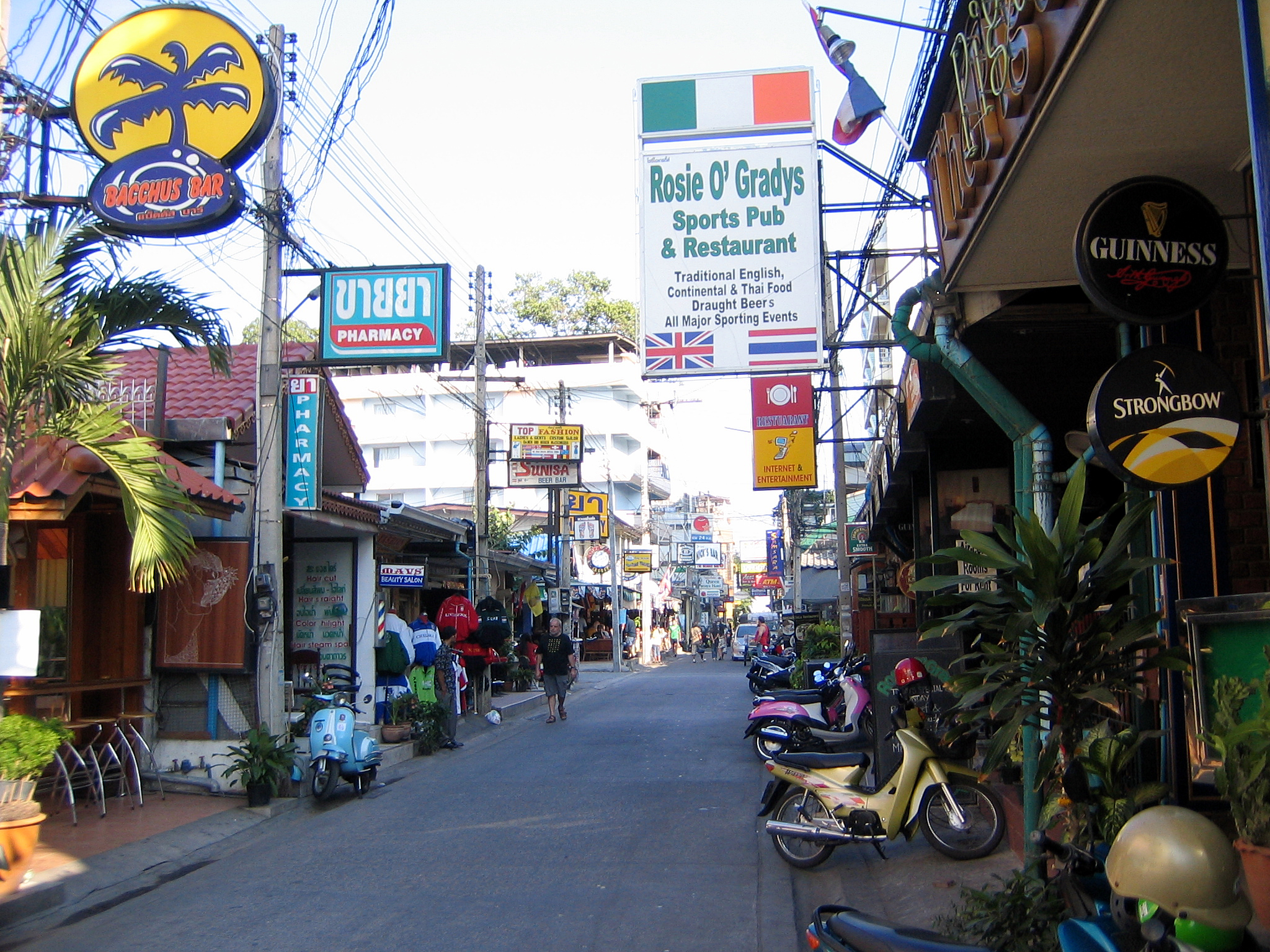
Soi 7

Pattaya ligt aan de baai van Pattaya, een deel van de Golf van Thailand. Langs de baai ligt een strand van enkele kilometers lengte. Aan de noord- en zuidkant van de baai liggen rotsachtige heuvels. Hierna volgen de baaien van Naklua in het noorden en Jomtien in het zuiden. Voor de kust van Pattaya ligt een eilandengroep. Veel westerlingen verblijven voor langere tijd in Pattaya en de aangrenzende plaatsen en hebben er dan ook vakantiehuizen. Ook een lid van de Thaise koninklijke familie heeft er een huis, in de heuvels tussen Pattaya en Jomtien. In de omgeving van Pattaya liggen veel industrieterreinen. Hier hebben grote westerse bedrijven, waaronder General Motors, Toyota en BMW, hun fabrieken opgezet. Bij de westerse medewerkers van deze bedrijven zijn de gebieden rondom Pattaya populair als woonplaats.

### Eilanden
Koh Lan (Thais เกาะล้าน), of koraaleiland is een eiland 7.5 km ten westen van Pattaya. Vroeger was het eiland omgeven door koraalriffen die door dynamietvissen vrijwel geheel verdwenen zijn. Het eiland is te bereiken per speedboot en veerdienst. Koh Lan staat bekend om zijn kristalblauwe water en witte stranden.
Andere eilanden
- Koh Sak
- Koh Krok
- Koh Rin
- Koh Man Wichai
- Koh Hua Chang
- Koh Badan
- Koh Phi Phi

### Klimaat
Pattaya heeft een tropisch klimaat met een natte en droge periode. Het klimaat is globaal onder te verdelen in drie perioden:
- warme en droge periode (november-februari)
- zeer warme periode (maart-mei)
- warme en natte periode (juni-oktober)

| Maand | Jan  | Feb  | Maa  | Apr  | Mei  | Jun  | Jul  | Aug  | Sep  | Okt  | Nov  | Dec  |
| ----- | ---- | ---- | ---- | ---- | ---- | ---- | ---- | ---- | ---- | ---- | ---- | ---- |
| Max C | 30.7 | 31.0 | 31.8 | 32.9 | 32.4 | 31.6 | 31.3 | 31.1 | 31.0 | 30.6 | 30.4 | 29.9 |
| Min C | 23.0 | 24.3 | 25.4 | 26.4 | 26.5 | 26.5 | 26.0 | 26.0 | 25.1 | 24.2 | 23.4 | 22.2 |

## Geschiedenis
Aan het einde van de jaren zestig was Pattaya nog een stil vissersdorp met enkele stranden waar weleens wat weekend-vakantiegangers uit Bangkok naartoe kwamen. Pattaya's enige wapenfeit was dat er ooit een veldslag in de buurt van het dorp was geweest. Dit veranderde echter snel toen de stranden bij Pattaya werden ontdekt door Amerikaanse militairen die tijdens de Vietnamoorlog gelegerd waren op de U Ta Pao luchtmachtbasis in de provincie Rayong. In plaats van naar Japan, Zuid-Korea of de Filipijnen konden ze ineens dicht bij Zuid-Vietnam op 'vakantie'. Toen de militairen in steeds maar grotere getale verschenen, begonnen de plaatselijke Thais met het bouwen van kleine hotels en het opzetten van restaurantjes. Ook werden veel go go bars, disco's en andere etablissementen begonnen die het nachtleven van Pattaya berucht zouden maken over de hele wereld.
Toen de Amerikanen aan het eind van de Vietnamoorlog uit Vietnam vertrokken, droogde de inkomstenbron op en volgde een economische crisis. In het midden van de jaren zeventig werd het internationale luchtverkeer veel goedkoper en kwam vanuit Europa het massatoerisme op gang. Ook Pattaya's reputatie als sekstoerisme-hoofdstad van de wereld heeft ertoe bijgedragen dat het aantal toeristen snel steeg. In 2001 waren meer dan 24.000 hotelkamers beschikbaar. Na het doorvoeren van de "Pattaya City Act" in 1976 is Pattaya samengevoegd met Naklua.

## Toerisme

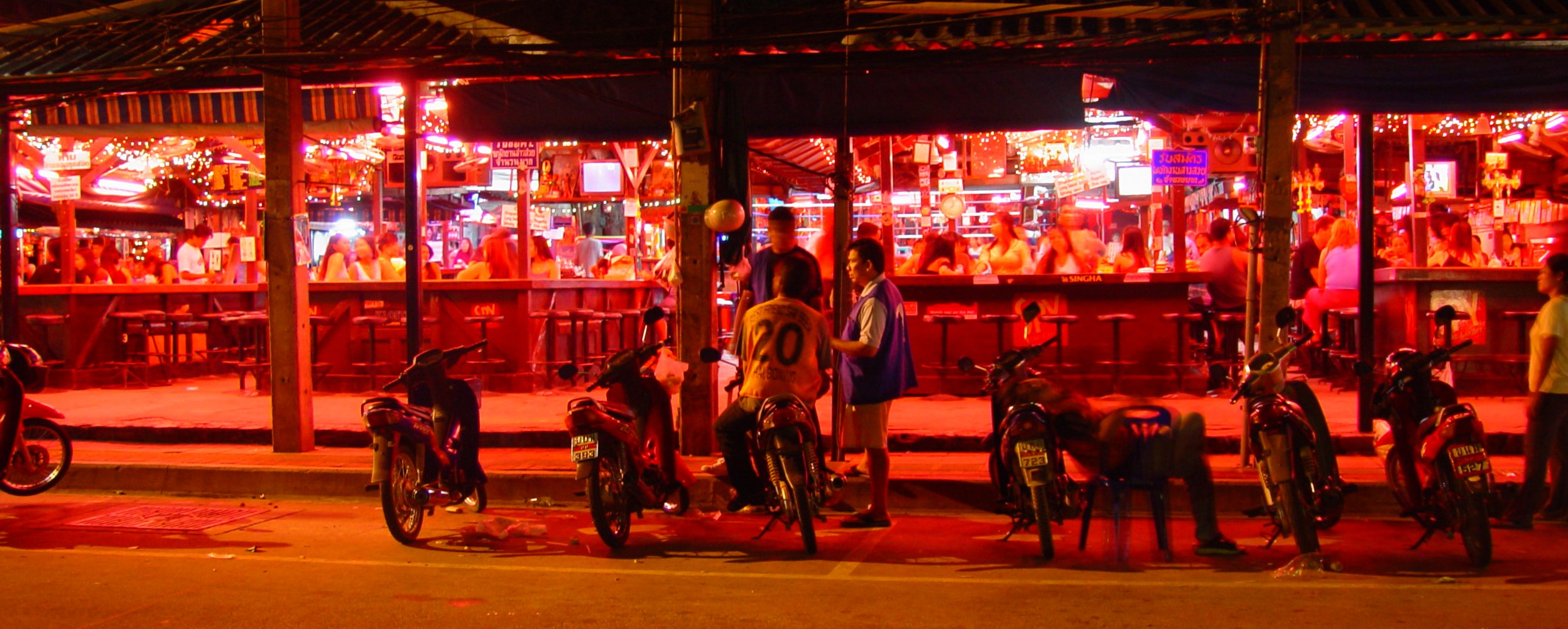
Nachtbar in Pattaya

Pattaya heeft zich door de jaren heen steeds meer veelzijdiger ontwikkeld en kan een van de meest veelzijdige kustplaatsen van Azië worden genoemd. De plaats groeit nog steeds volop. Pattaya en het nabijgelegen Jomtien worden steeds populairder bij de Thaise bevolking zelf en bij de Chinese en Zuid-Koreaanse toeristen.
In het zuiden langs het strand van Jomtien hebben zich steeds meer grote familie ressorts gevestigd, evenals in Naklua. Het gebied aan de baai van Pattaya is nog steeds een uitgaansgebied, maar het nachtleven heeft zich meer en meer ontwikkeld naar een familienachtleven. De vestiging in 2002 van het Hardrock Hotel met een Hard Rock Cafe heeft dit proces versneld.
Onder sommige buitenlanders heeft Pattaya, vanwege de vele uitgaansgelegenheden en het sekstoerisme de bijnamen: "Partaya", "Patpong on steroids" (tevens de titel van een boek) en "Disneyland for adults". Ook veel Nederlanders hebben zich (semi-)permanent in dit gebied gevestigd.

### Attracties, evenementen
- Mini Siam is een Thaise versie van het Nederlandse Madurodam; ooit door een groep Nederlanders opgezet. In Mini Siam zijn veel beroemde gebouwen op een schaal van 1 op 25 nagebouwd; zowel gebouwen uit Thailand als uit het buitenland.
- Pattaya Park is een watersportpark, met onder andere de hoogste toren van Pattaya.
- Sanctuary of Truth is een houten kasteel van 105 meter, geheel opgetrokken in een klassieke Thaise stijl. Het ligt in Naklua.
- Miss International Queens is een missverkiezing voor transseksuelen, transgenders en travestieten, die sinds 2004 jaarlijks plaatsvindt.

Pattaya kent verder vele winkelcentra en uitgaansgelegenheden. Sinds 2003 is er een zeeaquarium. Men kan er voorts bijna elke sport beoefenen, van sportduiken tot zweefvliegen en paardrijden. Ook liggen er vele golfbanen rondom Pattaya. Voor degenen die geen behoefte hebben aan een Thaise maaltijd telt de stad tal van westerse restaurants, van Fins tot Spaans en van Engels tot Russisch.

## Voorzieningen

### Winkelen

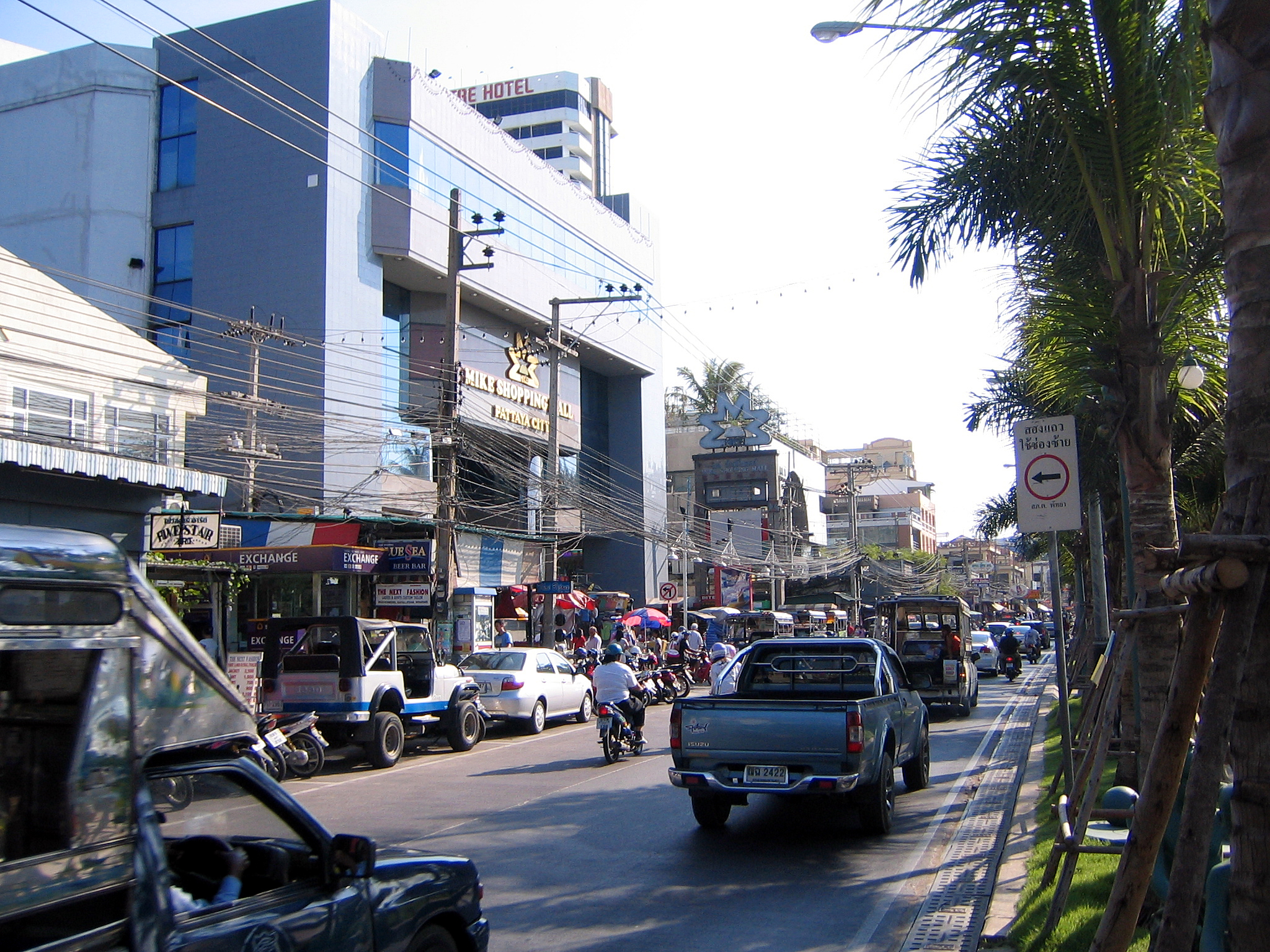
Mike Department Store

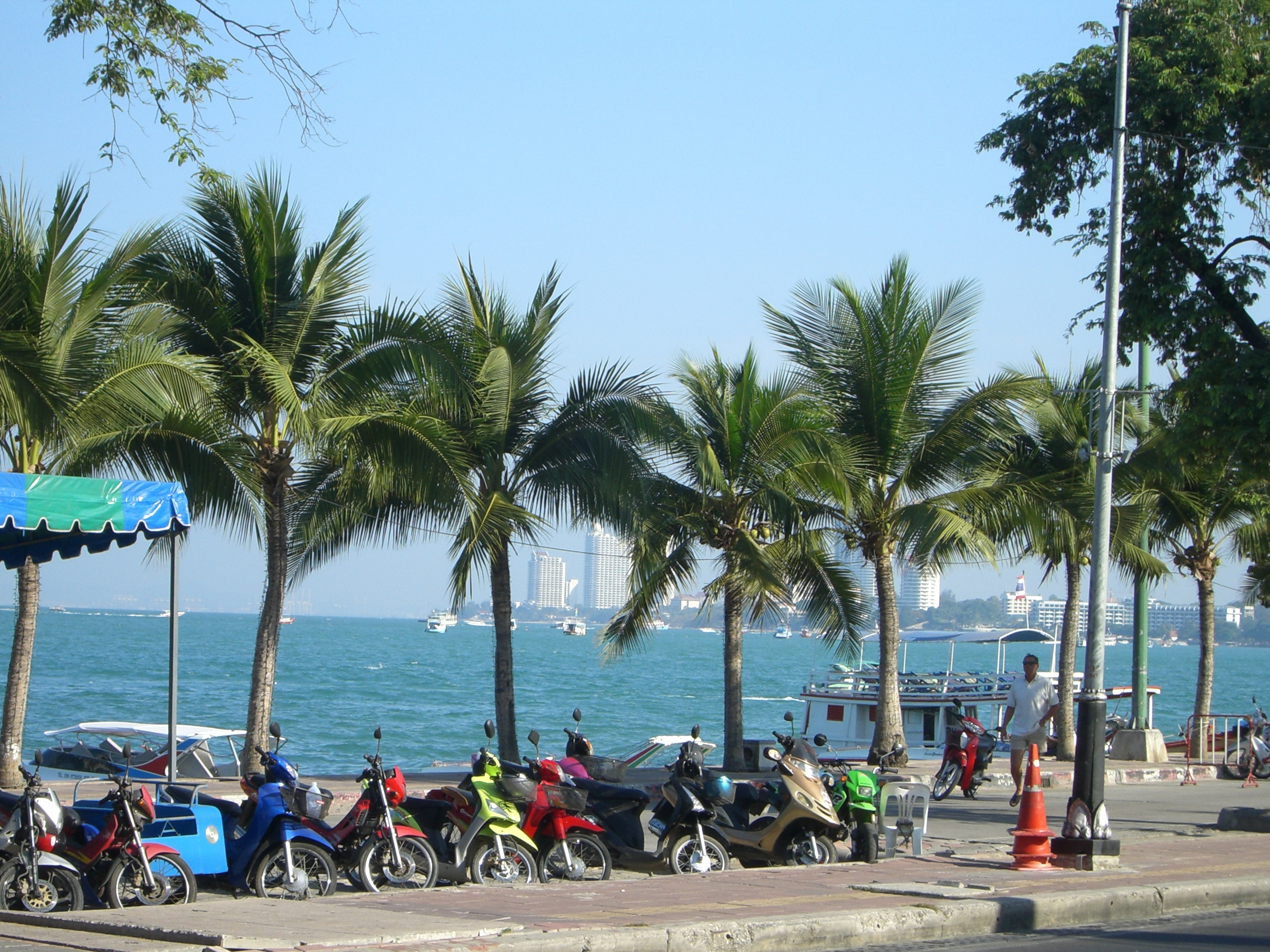
Pattaya Beach Road

Pattaya telt een groot aantal winkelcentra, hypermarkten en kleine markten.
- Winkelcentra:
  - Central Festival Pattaya Beach
  - Mike Department Store
  - Royal Garden Plaza
  - The Avenue
  - TukCom
  - Outlet Mall Pattaya
  - Harbor Mall Pattaya
- Hypermarkten:
  - Carrefour, Pattaya Central Road
  - BIG C, Pattaya Central Road
  - Tesco Lotus, Pattaya North Road

### Ziekenhuizen
Pattaya kent een meerdere ziekenhuizen onder andere:
- Bangkok Pattaya Hospital
- Pattaya International Hospital
- Banglamung Hospital
- Pattaya Memorial Hospital

## Verkeer en vervoer
Verkeersborden en bewegwijzering zijn in Pattaya meestal zowel in het Thai (Thais schrift) als in het Engels (Latijns schrift), dit laatste ten behoeve van de vele buitenlanders.
Het openbaar vervoer in Pattaya geschiedt door middel van zogenaamde Songtaews, ook wel "bahtbussen" genoemd. In Pattaya rijden deze in principe een aantal vastgestelde routes. Er zijn geen vaste haltes; de songtaews stoppen overal langs de route, op verzoek. De ritprijs bedraagt 10 tot 20 baht per persoon, afhankelijk van de afstand. Veel niet-Thais die de prijs niet weten wordt vaak een hogere prijs in rekening gebracht, wat vooral tussen expats en Songtaewbestuurders nog weleens tot discussies kan leiden. Men kan de Songtaewbestuurder ook vragen naar een bestemming te rijden die niet aan de route ligt. Over de ritprijs moet in zo'n geval apart worden onderhandeld. Alternatieven voor de Songtaew zijn de brommertaxi's. Sinds 2004 wordt een proef genomen met een beperkte busdienst in het centrale deel van Pattaya. Vooral onder de Songtaewbestuurders vindt hier veel protest tegen plaats.
Op veel plaatsen in Pattaya kan men bromfietsen of motorfietsen huren, vanaf 150 baht per dag. Ook jeeps en andere auto's worden verhuurd, zowel door particulieren als grote verhuurbedrijven zoals Avis. Fietsen zijn bijna nergens te vinden.

## Varia
- Pattaya speelt een rol in de roman Platform (2001) van Michel Houellebecq. De hoofdpersoon trekt er zich aan het einde van zijn leven terug. Hij heeft er geen hoge dunk van: "Na Pattaya is er niets meer, het is een soort cloaca, een allerlaatste riool, waarin alle mogelijke bezinksels van de westerse neurose uiteindelijk terechtkomen."[1]
- De Nederlandse crimineel John Mieremet begon in 2004 een vastgoedproject in Pattaya. In 2005 werd hij er geliquideerd.